# Лефевр, Франсуа Жозеф
Франсуа́ Жозе́ф Лефе́вр (фр. François Joseph Lefebvre; 25 октября 1755, Руффак, Эльзас — 14 сентября 1820, Париж) — французский военачальник, почётный маршал Империи (19 мая 1804 года), герцог Данциг(ский) (10 сентября 1808 года). Член палаты пэров.

## Биография
Сын мельника по фамилии Фебер (при выписке метрики был записан Лефевром). Записался солдатом 10 сентября 1773 года в полк французских гвардейцев в Париже. 
Хороший служака, Лефевр достиг высшего положения, которое мог занять по своему происхождению, получив 9 апреле 1788 года чин премьер-сержанта. После расформирования полка 1 сентября 1789 года в звании лейтенанта перешёл в Национальную гвардию Парижа. В феврале 1791 года, командуя ротой Национальной гвардии, охранял дворец Бельвю, где жили две дочери короля Людовика XV (тётки короля Людовика XVI), которых сумел защитить от разъярённой толпы. Затем спас от расправы приехавшего в замок Бертье (после этого они долгие годы оставались друзьями). В 1792 году едва не погиб, защищая здание государственного казначейства от разграбления.

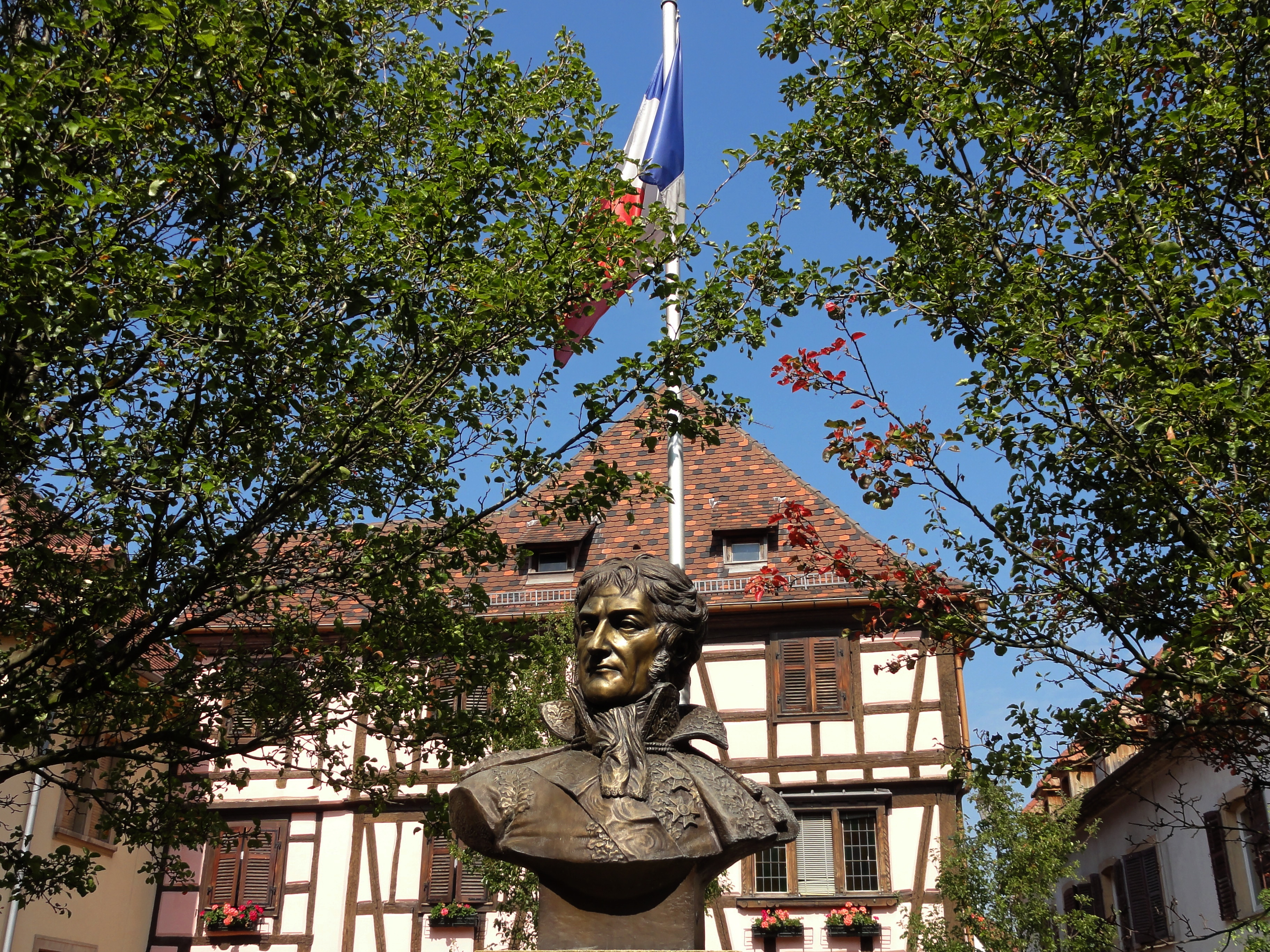
Бюст Лефевра в его родном городе Руффак.

В 1792 году в числе других национальных гвардейцев отправлен на фронт. Не обладая талантами полководца, Лефевр отличался беззаветной храбростью и твёрдым характером. 2 декабря 1793 года произведён в бригадные, а 10 января 1794 года — в дивизионные генералы. Во главе 30-тысячного корпуса провёл осаду форта Вобан. В сражении при Флерюсе (26 июня 1794 года) во главе дивизии отбил три атаки противника, а затем прорвал австрийский фронт. В сражении при Альтенкирхене (1796) командовал центром армии генерала Клебера и взял 3 тысячи пленных, 12 пушек и 4 знамени.
В кампанию 1797 года командовал правым крылом Самбро-Маасской армии. После смерти генерала Луи Гоша принял командование армией и с началом новой войны с Австрией в марте 1799 года поставлен во главе Дунайской армии. Успешно действовал в сражениях при Гольцкирхене, Зибене, Бахауптене. В сражении при Штоккахе во главе 8 тысяч человек выдержал натиск 30 тысяч австрийцев, был тяжело ранен.
Вернувшись в Париж, возглавил находившуюся в столице 17-ю дивизию. Поэтому перед переворотом 18 брюмера его позиция очень волновала Бонапарта, и, когда Лефевр активно выступил в его поддержку, тот был крайне рад.

«Эта поразительная и благотворная революция была совершена без каких-либо потрясений; она была совершенно необходима»

 — писал Наполеон через несколько дней Мортье.
Вскоре после переворота, Лефевр «в награду» за поддержку, стал заместителем Наполеона, 13 августа 1799 года — командующим 17-м военным округом, а 1 апреля 1800 года — сенатором. Впоследствии сменил Келлермана на посту президента Сената.
Во время коронации Наполеона (1804 год) нёс императорский меч.
С 19 сентября 1805 года — командир Резервного корпуса. С 4 сентября 1806 года — командир 5-го корпуса Армии Германии.
5 октября 1806 года Лефевр был назначен командующим пехотой Императорской гвардии. Участник сражения при Йене.
С 23 января 1807 года заменил маршала Виктора во главе 10-го корпуса Великой армии. Основу корпуса составили две польские дивизии, с добавлением баденского контингента, саксонцев и двух итальянских дивизий (всего около 27 тысяч человек, в том числе 3 тысячи кавалерии), единственным французским соединением стала дивизия генерала Менара.
18 февраля 1807 года получил приказ вновь начать осаду Данцига, где засел генерал Калькройт, но затем из-за угрозы русского наступления получил приказ отойти к Торну. 18 марта начал осаду. 13 апреля 1807 года прусский гарнизон предпринял вылазку и обратил в бегство находившихся под командованием Лефевра саксонцев. Тогда Лефевр во главе батальона 44-го полка провёл штыковую контратаку и ликвидировал опасность. После получения подкреплений 22 мая начал переговоры с Калькройтом. 27 мая Данциг был сдан на почётных условиях. За взятие Данцига Наполеон возвёл Лефевра в ранг герцога Данцигского.

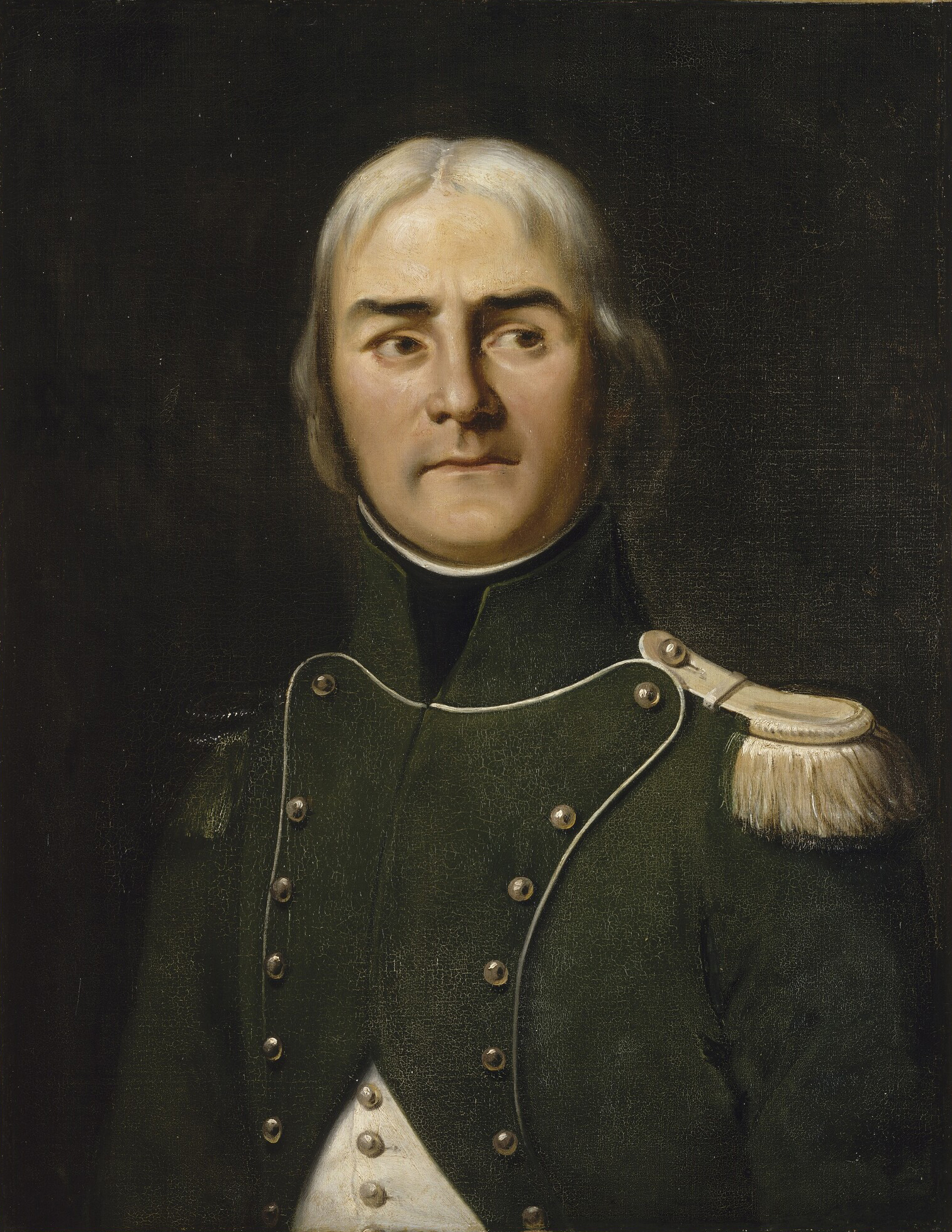
Маршал Лефевр

С 7 сентября 1808 года командир 4-го корпуса Армии Испании. 31 октября 1808 года в нарушение приказа Наполеона начал наступление на армию генерала Блейка. В бою при Панкорбо разбил войска генерала Блейка. Нанёс поражение испанским войскам при Дуранго, Бальмаседе и Эспиносе, занял Бильбао и Сантандер, вступил в Сеговию.
С 14 марта 1809 года — командир 7-го корпуса Армии Германии. Когда в апреле 1809 года австрийцы начали наступление в Баварию, им противостояли только его три дивизии близ Ландсхута. В мае — октябре 1809 года командовал Армией Тироля.
Во время похода в Россию (1812 год) с 10 апреля командовал пехотой Старой гвардии. Во главе гвардии под «Марсельезу» вступил в Москву. При отступлении армии возглавил её левое крыло.
В сражении при Монмирале (11 февраля 1814 года) возглавил атаку двух батальонов Старой гвардии на деревню Маршэ.
Имел огромный авторитет в армии. После отречения Наполеона признал Людовика XVIII и 4 июня 1814 года получил звание пэра Франции. Поднял в Сенате вопрос о высылке Наполеона и его родственников в специально предназначенные для них места.
Во время Ста дней перешёл на сторону императора и 20 марта 1815 года поздравил императора с возвращением, хотя и считал, что это гибельно для Франции. 2 июня 1815 года вновь стал пэром.
При 2-й Реставрации лишился пэрства (возвращено 5 марта 1819 года).
Погребён на кладбище Пер-Лашез (Париж).

## Семья

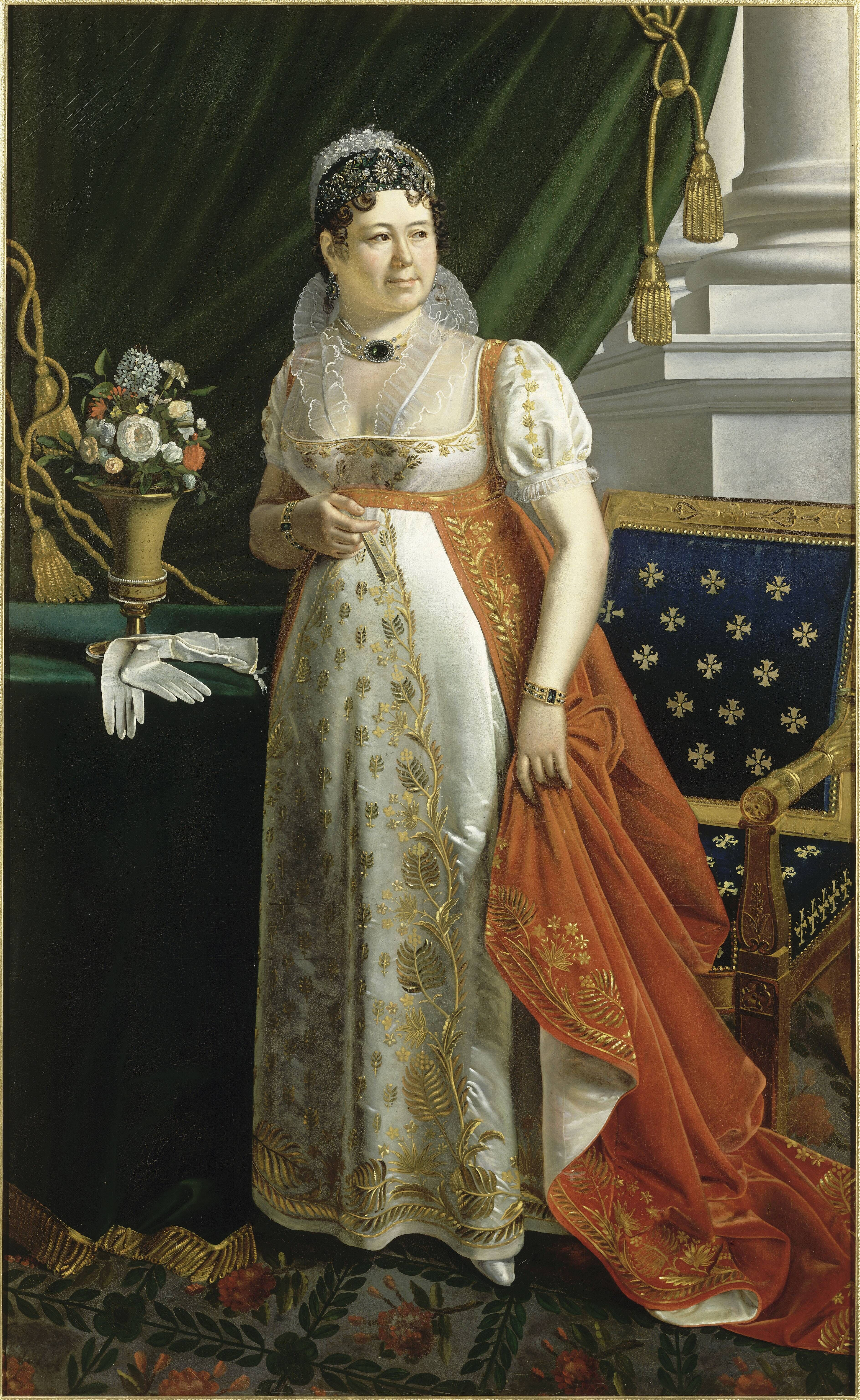
Катрин Юбшер, жена маршала.

В 1783 году женился на белошвейке Катрин Юбшер (1753—1835), которая позже вошла в историю как «мадам Бесцеремонность», от которой имел 14 детей. В личной жизни выделялся простотой и постоянно бравировал своим незнатным происхождением. По словам Наполеона, «он был всем обязан своему природному уму, выдающейся храбрости и простодушному и веселому характеру».
Его сын: Мари Ксавье Жозеф («Коко» — «Птенчик») (9 марта 1785, Париж — 15 декабря 1812, Вильна), граф де Данциг (10 сентября 1808 года), бригадный генерал (11 сентября 1810 года). Рос капризным и избалованным мальчишкой, пользуясь огромными доходами и положением отца. Благодаря связям отца сделал быструю карьеру в армии, хотя и не имел для этого никаких заслуг. Во время похода в Россию (1812) служил в корпусе маршала Нея. Был ранен в бою, попал в плен и в возрасте 28 лет умер от ран.

## Награды
- Золотая медаль национального гвардейца (1789, Франция)
- Почётная сабля (9 октября 1799, Франция)
- Орден Почётного легиона (Франция)
  - знак Большого орла, шеф 5-й когорты ордена (2 февраля 1805)
  - высший офицер (14 июня 1804)
  - легионер (2 октября 1803)
- Орден Железной короны (1805, 20 марта 1810, Италия)
- Военный орден Святого Генриха, большой крест (28 декабря 1809, Саксония)
- Орден Военных заслуг Карла Фридриха, большой крест (1809, Баден)
- Орден «За военные заслуги» (1809, Гессен-Кассель)
- Орден Святого Людовика (1 июня 1814, Франция)
- Орден Железной короны (8 мая 1818, Австрия)
- Орден Карлоса III, большой крест (Испания)

## Образ в кино
- «Мадам Сан-Жен[фр.]» (немой, Франция, 1911) — актёр Жорж Доривал[фр.]
- «Наполеон и маленькая прачка[нем.]» (немой, Германия, 1920) — актёр Фридрих Вильгельм Кайзер
- «Мадам Сан-Жен[англ.]» (немой, США, 1925) — актёр Шарль де Рошфор[фр.]
- «Мадам Сан-Жен[фр.]» (Франция, 1941) — актёр Анри Нассье[фр.]
- «Мадам Сан-Жен[исп.]» (Аргентина, 1945) — актёр Луис Отеро[исп.]
- «Наполеон: путь к вершине» (Франция, Италия, 1955) — актёр Ив Монтан
- «Мадам Беспечность» (Франция, Италия, Испания, 1961) — актёр Робер Оссейн